# Wasserturm auf dem Giersberg

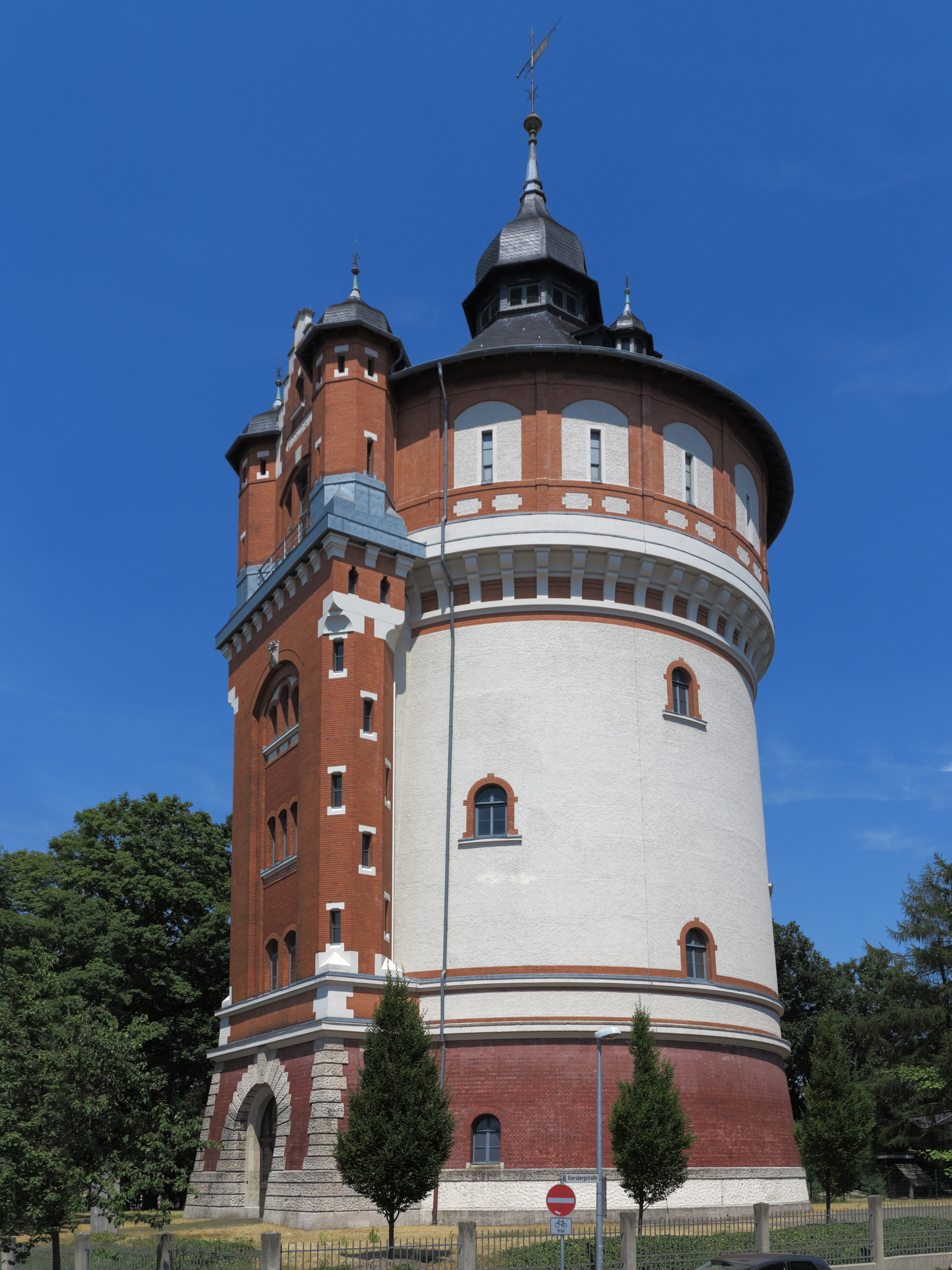
Wasserturm auf dem Giersberg

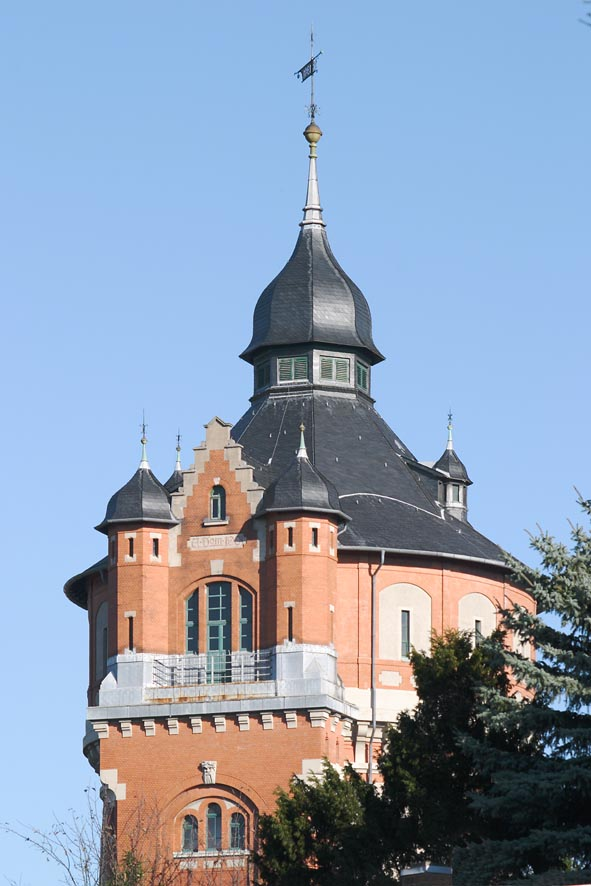
Wasserturm, Fernsicht

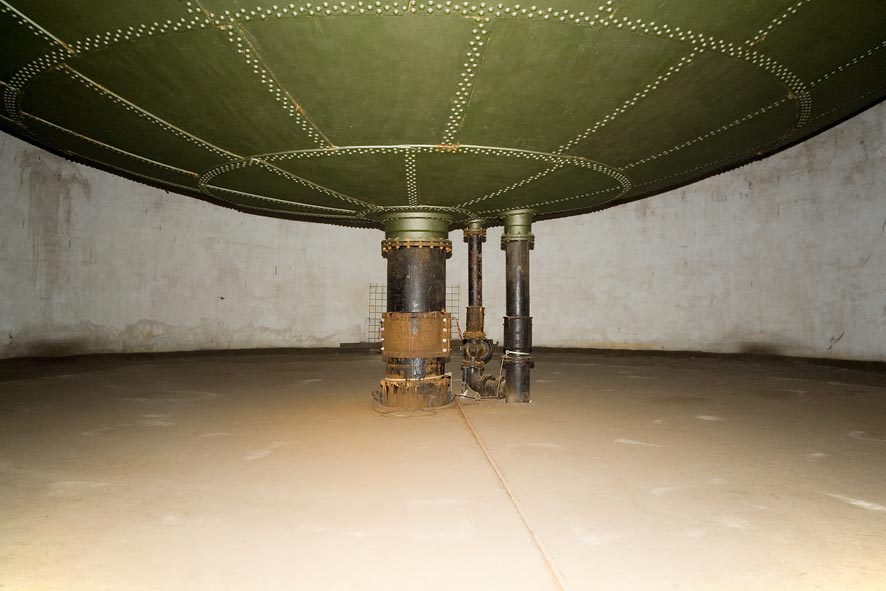
Untersicht Wasserbehälter

Der Wasserturm auf dem Giersberg in Braunschweig wurde im Jahr 1901 von den Wasserwerken der Stadt errichtet und war wesentlicher Bestandteil der Wasserversorgung der Innenstadt. Der zur Ausführung bestimmte Entwurf stammt von Stadtbaumeister Max Osterloh und Stadtbaurat Ludwig Winter. Mit der Erarbeitung der Konstruktion, der Ausstattung und der technischen Nachweise wurde der auf diesem Gebiet erfahrene Ingenieur A. Thiem aus Leipzig beauftragt.
Der Wasserturm wurde von dem gleichzeitig errichteten Grundwasserwerk am Bienroder Weg mit Wasser gespeist. Grundwasserwerk und Wasserturm lösten das seit 1865 bestehende Flusswasserwerk an der Oker im Bahnhofspark (heute Bürgerpark) ab. Der im Giersberg-Turm eingebaute Wasserbehälter der Braunschweiger Wilke-Werke hat ein Fassungsvermögen von 2000 m³. Als Bauplatz wählte man die Anhöhe des Giersbergs, der sich jenseits des Okerringes, östlich der Braunschweiger Innenstadt befindet und das Niveau der Altstadt um mehr als 10 m übersteigt. Das Bauwerk wurde an der Ecke der bereits bestehenden Giersberg- und Hochstraße errichtet. Aufgrund seiner Lage und der Höhe von 58,7 m ist der Wasserturm weithin sichtbar. Er reiht sich ein in die Silhouette der Stadt, die damals wie heute noch wesentlich von den Turmbauten der Kirchen bestimmt ist.

## Bestandteil der städtischen Wasserversorgung
Etwa seit dem 14. Jahrhundert wurden die öffentlichen Brunnen der mittelalterlichen Stadt mit Quellwasser aus zwei Brunnen gespeist sowie durch sogenannte „Nachbarschaftsbrunnen“. Seit dem 16. Jahrhundert kam Wasser aus der die Stadt umschließenden Oker hinzu. Im 19. Jahrhundert folgte die Versorgung mit geklärtem Okerwasser durch das Wasserwerk im Eisenbahnpark. Der Giersberg-Wasserturm diente in diesem System als Druckausgleichs- und Vorratsbehälter. Zwei Grundwasserwerke am Bienroder Weg und in Rüningen sicherten die Trinkwasserversorgung bis in die 1950er Jahre. Aufgrund steigenden Wasserbedarfs wurde schließlich Wasser aus dem nahegelegenen Harz über Fernleitungen in die Stadt geführt.
Der Wasserturm auf dem Giersberg wurde 1989 außer Betrieb genommen und steht heute unter Denkmalschutz. Er befindet sich im Besitz von BS Energy.

## Der Giersberg
Mit seinen 83,39 m ist der Giersberg eine der höchsten natürlichen Erhebungen im Stadtgebiet Braunschweig. Er befindet sich im Südosten zwischen dem Okerring und dem sogenannten Stadtring, in einem hauptsächlich während der Gründerzeit angelegten Wohngebiet. Der Wasserturm befindet sich auf dessen Scheitelpunkt. Unmittelbar neben dem Turm befindet sich der ehemalige katholische Friedhof der Nicolaikirche, etwas weiter östlich liegt die ehemalige Mars-la-Tour-Kaserne am Altewiekring.
Der Heinrich-Sage nach, soll Heinrich der Löwe am Ende seiner Abenteuerfahrt vom Teufel auf dem Giersberg abgesetzt worden sein.